# 何志均
何志均（1923年5月13日—2016年6月2日），男，浙江余姚人，生于上海，中国计算机科学家，教育家，浙江大学教授，浙江大学无线电系和计算机系创建者。

## 家庭
妻子薛艳庄，曾任杭州大学校长，浙江省政协副主席。